# Montrezl Harrell
Montrezl Dashay Harrell (Tarboro, 26 de janeiro de 1994) é um jogador norte-americano de basquetebol profissional.
Ele jogou basquete universitário pela Universidade de Louisville e foi selecionado pelo Houston Rockets como a 32ª escolha geral no Draft da NBA de 2015. Além dos Rockets, ele também jogou pelo Los Angeles Clippers, Los Angeles Lakers,Washington Wizards e Charlotte Hornets.

## Carreira no ensino médio
Montrezl, de Tarboro, Carolina do Norte, estudou na North Edgecombe High School antes de se preparar por um ano na Academia Militar Hargrave em Chatham, Virgínia. Lá, ele liderou a equipe para um recorde de 38-1 com médias de 25,2 pontos e 13,6 rebotes.
Originalmente Harrell se comprometeu a jogar basquete universitário na Virginia Tech, mas depois que o técnico Seth Greenberg foi demitido, Harrell foi liberado de seu compromisso e escolheu ir para a Universidade de Louisville.

## Carreira universitária

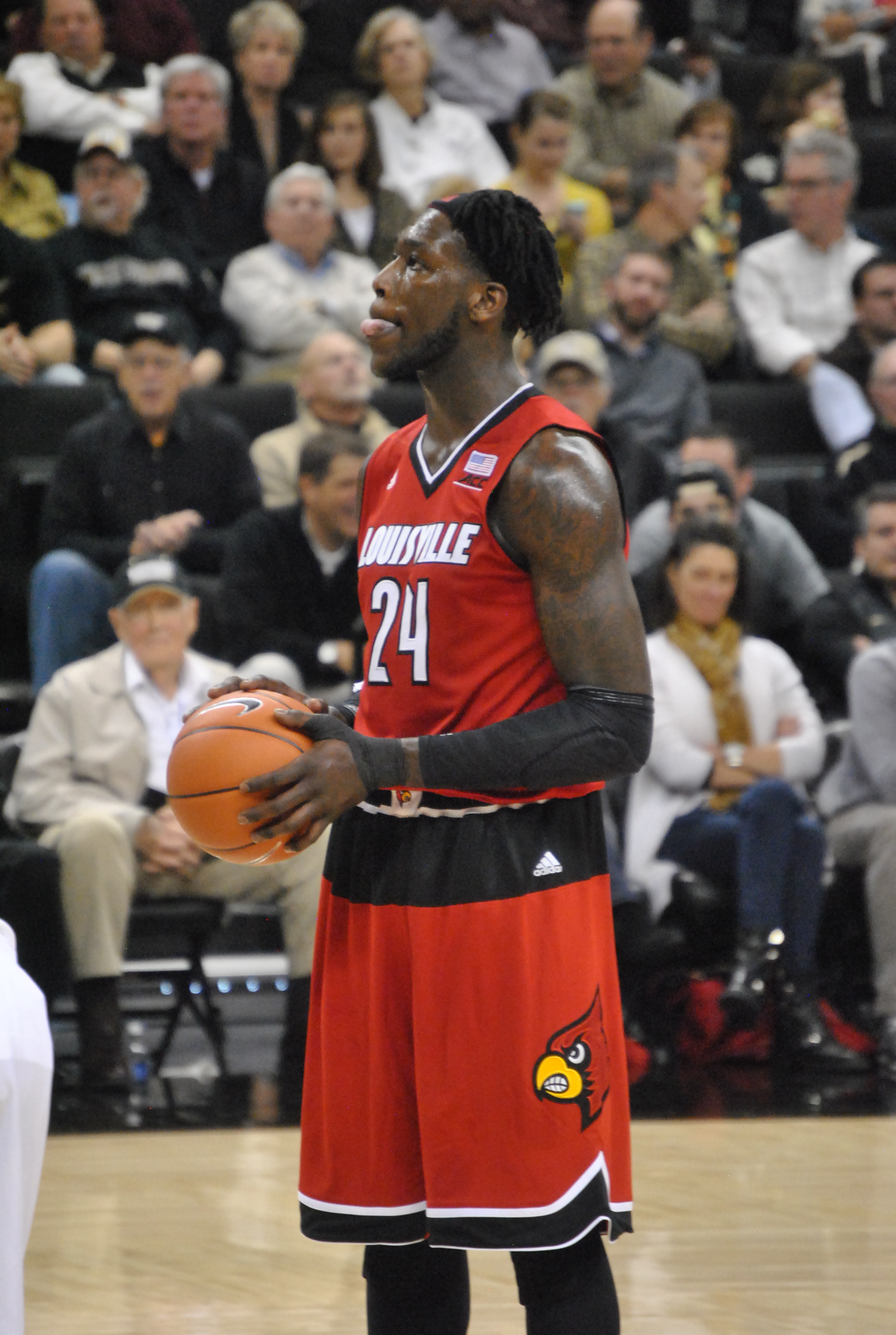
Harrell em Louisville em 2015

Como calouro, Harrell foi reserva de Chane Behanan e teve médias de 5,7 pontos e 3,6 rebotes em 16,2 minutos. Ele jogou o seu melhor no final da temporada, marcando 20 pontos na vitória sobre Syracuse na final da Big East Conference. Como reserva, Harrell ajudou a vencer o Torneio da NCAA de 2013.
Com a saída de Gorgui Dieng para o draft da NBA de 2013, Harrell foi para a equipe titular e foi eleito para a Primeira-Equipe da American Athletic Conference.
Harrell decidiu ficar para sua terceira temporada. Louisville se mudou para a Atlantic Coast Conference (ACC). Na temporada de 2014-15, ele teve médias de 15,7 pontos e 9,2 rebotes e foi o vencedor inaugural do Prêmio Karl Malone, dado ao melhor Ala-pivô do país. Ele também foi nomeado para a Segunda-Equipe da ACC.

## Carreira profissional

### Houston Rockets (2015–2017)
Em 25 de junho de 2015, Harrell foi selecionado pelo Houston Rockets como a 32ª escolha geral do Draft da NBA de 2015. Em 19 de setembro de 2015, ele assinou um contrato de três anos e US$3.1 milhões com os Rockets.
Ele fez sua estreia pelos Rockets na abertura da temporada da equipe contra o Denver Nuggets, registrando oito pontos e três rebotes em uma derrota por 105-85. Dois dias depois, ele marcou 17 pontos na derrota para o Golden State Warriors. Em 13 de novembro, ele fez sua primeira partida como titular na carreira, marcando cinco pontos em pouco menos de 13 minutos.
Em 28 de março de 2016, Harrell recebeu uma suspensão de cinco jogos por empurrar um arbitro. Durante sua temporada de estreia, ele jogou alguns jogos pelo afiliado dos Rockets na D-League, Rio Grande Valley Vipers.
Em 2 de novembro de 2016, Harrell registrou 17 pontos e 10 rebotes na vitória por 118-99 sobre o New York Knicks. Em 21 de dezembro de 2016 contra o Phoenix Suns, ele fez seu primeiro jogo como titular da temporada e o segundo de sua carreira e marcou 17 pontos. Em 30 de dezembro, ele marcou 29 pontos na vitória por 140-116 sobre o Los Angeles Clippers. Em 8 de janeiro de 2017, ele fez 28 pontos em 26 minutos na vitória por 129-122 sobre o Toronto Raptors.

### Los Angeles Clippers (2017–2020)
Em 28 de junho de 2017, o Los Angeles Clippers adquiriu Harrell, Patrick Beverley, Sam Dekker, Darrun Hilliard, DeAndre Liggins, Lou Williams, Kyle Wiltjer e uma escolha da primeira rodada do draft de 2018 do Houston Rockets em troca de Chris Paul. Em 11 de janeiro de 2018, ele marcou 25 pontos na vitória por 121-115 sobre o Sacramento Kings.
Em 24 de julho de 2018, Harrell assinou um contrato de 2 anos e US$12 million com os Clippers. Em 26 de outubro de 2018, Harrell marcou 30 pontos na vitória por 133-113 sobre o Houston Rockets. Em 22 de fevereiro de 2019, ele marcou 30 pontos na vitória por 112-106 sobre o Memphis Grizzlies. Três dias depois, ele marcou 32 pontos na vitória por 121-112 sobre o Dallas Mavericks.
Em setembro de 2020, Harrell foi nomeado o Sexto Homem do Ano após ter médias de 10,5 pontos e 2,9 rebotes. No entanto, os Clippers foram eliminados dos playoffs em sete jogos depois que o Denver Nuggets voltou de um déficit de 3-1.

### Los Angeles Lakers (2020–2021)
Em 22 de novembro de 2020, Harrell assinou um contrato de 2 anos US$18.9 milhões com o Los Angeles Lakers.
Em 22 de dezembro de 2020, ele fez sua estreia nos Lakers e registrou 17 pontos, 10 rebotes e três assistências na derrota por 116-109 para o Los Angeles Clippers.

### Washington Wizards (2021–2022)
Em 6 de agosto de 2021, Harrell foi negociado com o Washington Wizards em uma troca que envolveu 5 equipes e levou Russell Westbrook aos Lakers.

### Charlotte Hornets (2022)
Em 10 de fevereiro de 2022, Harrell foi negociado com o Charlotte Hornets em troca de Ish Smith, Vernon Carey Jr. e uma escolha de segunda rodada em 2023.
Em 11 de fevereiro, Harrell fez sua estreia no Hornets e registrou 15 pontos e seis rebotes na vitória por 141-119 sobre o Detroit Pistons.

### Philadelphia 76ers (2022–Presente)
Em 13 de setembro de 2022, Harrell assinou um contrato de 2 anos e US$5.2 milhões com o Philadelphia 76ers.

## Estatísticas da carreira

### NBA

#### Temporada regular
| Ano      | Equipe        | PJ  | PT | MPJ  | AP   | 3P   | LL   | RT  | AS  | BR | TO  | PPJ  |
| -------- | ------------- | --- | -- | ---- | ---- | ---- | ---- | --- | --- | -- | --- | ---- |
| 2015–16  | Houston       | 39  | 1  | 9.7  | .644 | .000 | .522 | 1.7 | .4  | .3 | .3  | 3.6  |
| 2016–17  | Houston       | 58  | 14 | 18.3 | .652 | .143 | .628 | 3.8 | 1.1 | .3 | .7  | 9.1  |
| 2017–18  | L.A. Clippers | 76  | 3  | 17.0 | .635 | .143 | .626 | 4.0 | 1.0 | .5 | .7  | 11.0 |
| 2018–19  | L.A. Clippers | 82  | 5  | 26.3 | .615 | .176 | .643 | 6.5 | 2.0 | .9 | 1.3 | 16.6 |
| 2019–20  | L.A. Clippers | 63  | 2  | 27.8 | .580 | .000 | .658 | 7.1 | 1.7 | .6 | 1.1 | 18.6 |
| 2020–21  | L.A. Lakers   | 69  | 1  | 22.9 | .622 | .000 | .707 | 6.2 | 1.1 | .7 | .7  | 13.5 |
| 2021–22  | Washington    | 46  | 3  | 24.3 | .645 | .267 | .727 | 6.7 | 2.1 | .4 | .7  | 14.1 |
| 2021–22  | Charlotte     | 25  | 0  | 21.0 | .645 | .000 | .692 | 4.9 | 2.0 | .4 | .5  | 11.4 |
| Carreira | Carreira      | 458 | 29 | 20.9 | .629 | .091 | .650 | 5.1 | 1.4 | .5 | .7  | 12.2 |

#### Playoffs
| Ano      | Equipe        | PJ | PT | MPJ  | AP   | 3P   | LL   | RT  | AS  | BR | TO | PPJ  |
| -------- | ------------- | -- | -- | ---- | ---- | ---- | ---- | --- | --- | -- | -- | ---- |
| 2016     | Houston       | 2  | 0  | 6.0  | .333 | .000 | .500 | 1.0 | .0  | .0 | .0 | 1.5  |
| 2017     | Houston       | 5  | 0  | 4.2  | .333 | –    | .500 | 1.2 | .4  | .0 | .0 | 1.0  |
| 2019     | L.A. Clippers | 6  | 0  | 26.3 | .730 | .000 | .692 | 5.5 | 2.2 | .5 | .7 | 18.3 |
| 2020     | L.A. Clippers | 13 | 0  | 18.7 | .573 | .200 | .603 | 2.9 | .4  | .4 | .5 | 10.5 |
| 2021     | L.A. Lakers   | 4  | 0  | 9.8  | .571 | .000 | .778 | 3.0 | .0  | .5 | .0 | 5.8  |
| Carreira | Carreira      | 30 | 0  | 13.0 | .508 | .005 | .614 | 2.7 | .6  | .2 | .2 | 7.4  |

### Universidade
| Ano      | Equipe     | PJ  | PT | MPJ  | AP   | 3P   | LL   | RT  | AS  | BR  | TO  | PPJ  |
| -------- | ---------- | --- | -- | ---- | ---- | ---- | ---- | --- | --- | --- | --- | ---- |
| 2012-13  | Louisville | 40  | 3  | 16.2 | .577 | –    | .508 | 3.6 | .2  | .5  | .7  | 5.7  |
| 2013-14  | Louisville | 37  | 37 | 29.3 | .609 | .667 | .464 | 8.4 | 1.2 | 1.0 | 1.3 | 14.0 |
| 2014-15  | Louisville | 35  | 35 | 35.1 | .566 | .243 | .597 | 9.2 | 1.4 | .9  | 1.2 | 15.7 |
| Carreira | Carreira   | 112 | 75 | 26.8 | .584 | .455 | .523 | 7.0 | .9  | .7  | 1.0 | 11.7 |

Fonte:

## Vida pessoal
Harrell é filho de Samuel e Selena Harrell e tem dois irmãos mais novos, Cadarius e Quatauis.
Harrell gosta de colecionar e projetar tênis. Por meio da mídia social, ele encontra personalizadores de tênis que podem transformar o design de seus sapatos em realidade. Ele usa sapatos diferentes durante a primeira e a segunda metade de cada jogo de basquete. Em agosto de 2018, a NBA modificou sua política de calçados, permitindo que os jogadores da NBA usem calçados de qualquer cor.
Harrell deixou a bolha da NBA no Walt Disney World por um assunto de família, que mais tarde foi revelado ser para cuidar de sua avó, que morreu logo depois. Ele perdeu os dois primeiros jogos da bolha.

## Prêmios e Homenagens
NBA
- NBA Sixth Man of the Year: 2020
- NBA Hustle Award: 2020